# 185大厦
185大厦（Tower 185）是一棟55層樓，高度200公尺，位於德國法蘭克福Gallus區的摩天大樓。與同城另一棟建築物美因塔並列為法蘭克福與德國第四高建築物。該大樓的主要承租戶為普華永道德國分公司，目前已承租面積達60000平方公尺。
該大樓最初計畫為185米（607英尺）與50層樓，後來增加5層樓與增加高度，但名字未變。

## 外部連結
- 官方網站[]